# James Doakes
Le sergent James Doakes (Albert Doakes d'après Le Passager noir de Jeff Lindsay) était un brillant inspecteur de la Police de Miami. S'étant toujours méfié de Dexter Morgan, il a mené sa propre enquête et avait découvert que celui-ci était le Boucher de Bay Harbor. Cette découverte lui a coûté la vie puisque Lila Tournay, qui était amoureuse de Dexter, a fait exploser la maison où Doakes était retenu.

## James etMaria LaGuerta
James Doakes a eu une relation avec la Lieutenant Maria LaGuerta. Mais celle-ci est terminée et Maria est la seule véritable amie de James. En effet, lorsque celui-ci est accusé d'être le Boucher de Bay Harbor, elle est une des seules à croire en son innocence.

## James etDexter Morgan
Doakes a toujours soupçonné Dexter d'être étrange. Il décide de mener son enquête sur l'expert sanguin : il le suit en voiture, écoute ses enregistrements, s'infiltre chez lui, analyse des prélèvements de sang en Haïti, etc. De plus, il met une balise dans le bateau de Dexter, ce qui lui permet de le retrouver dans les Everglades et de découvrir qu'il est le Boucher de Bay Harbor. Mais le tueur est plus rapide et enferme Doakes dans l'ancienne cabane de Santos Jimenez, dans la forêt. Dexter s'arrange pour créer des preuves démontrant que James est le Boucher de Bay Harbor. Mais avant qu'il n'ait pu terminer son plan, Lila Tournay fait exploser la cabane avec Doakes à l'intérieur en pensant sauver Dexter.

## Voyages
Le sergent James Doakes s'est déjà rendu :
- Aux États-Unis
- En Haïti

## Différences avec les romans
Dans les ouvrages de Jeff Lindsay, le sergent Doakes est prénommé Albert. Avant d'arriver à Miami, il a servi dans l'armée américaine et participé, avec Kyle Chutsky et le "Dr Danco" à des opérations au Salvador, encore tenus secrètes par le FBI. Après le décès de LaGuerta, Doakes commence à surveiller Dexter, persuadé que le technicien est l'assassin (il s'agit en réalité du frère de Dexter). Il se fait capturer par Danco, qui lui retire les pieds, les mains et la langue avant d'être libéré par Chutsky et Debra Morgan. Il est dès lors retiré du service actif et incapable de communiquer, même s'il garde clairement une haine profonde pour Dexter. 